# 秘果 (网络剧)
《秘果》（英語：All About Secrets），2017年中国偶像剧，改编自饶雪漫同名小说《秘果》，由陈哲远、李兰迪、余芷慧、刘剑羽领衔主演，于2017年4月10日在爱奇艺播出。

## 播出时间

### 首播
| 频道   | 所在地   | 播映日期      | 播出时间 | 备注 |
| ------ | -------- | ------------- | -------- | ---- |
| 爱奇艺 | 中国大陆 | 2017年4月10日 |          |      |

## 演员列表

### 主要演员
| 演员                             | 角色   | 介绍 |
| 陈哲远 少年：陈渝陈 童年：詹梓钊 | 段柏文 | 天一中学校草 与于池子是青梅竹马关系，以为自己喜欢的是李珥后来发现自己喜欢的一直是于池子，最后和于池子在一起。 |
| 李兰迪 少年：林辰涵 童年：冯一芯 | 于池子 | 元气女孩 与段柏文是青梅竹马关系，从小就暗恋着他，最后和段柏文在一起。                                         |
| 余芷慧                           | 斯嘉丽 | 品学兼优的校花/千金大小姐 会羡慕嫉妒于池子，并且经常在于池子和段柏文之间有意无意“挑拨”，且造成误会            |
| 刘剑羽                           | 冯三水 | 糖水店的店主 有着双重身分，到了晚上是书写小说的“横刀大侠” 喜欢于池子                                          |

### 其他演员
| 演员   | 角色   | 介绍                                                            |
| 米咪   | 李珥   | 天一中学导师兼班主任 是学生们的学姐 与张漾是情侣关系            |
| 郑凯   | 张漾   | 李珥男友 最后是开解段柏文纠结许久青春烦恼的关键人物             |
| 张延   | 于母   | 于池子母亲 自幼于段两家关系甚好，其实年轻的时候，曾经暗恋过老段 |
| 梁宝羚 | 金锁   |                                                                 |
| 韩昕妤 | 韩卡卡 |                                                                 |
| 王宇   | 段父   | 段柏文父亲，董佳蕾丈夫                                          |
| 房程程 | 董佳蕾 | 段柏文继母                                                      |
| 李东   | 于父   | 于池子父亲                                                      |

## 网络剧歌曲
| 曲别   | 歌名     | 演唱者         | 作词   | 作曲   |
| 片头曲 | 秘密     | 陈哲远、刘剑羽 | 饶雪漫 | 季欣霈 |
| 片尾曲 | 观察日记 | 余芷慧         |        |        |